# Renate Bronnsack

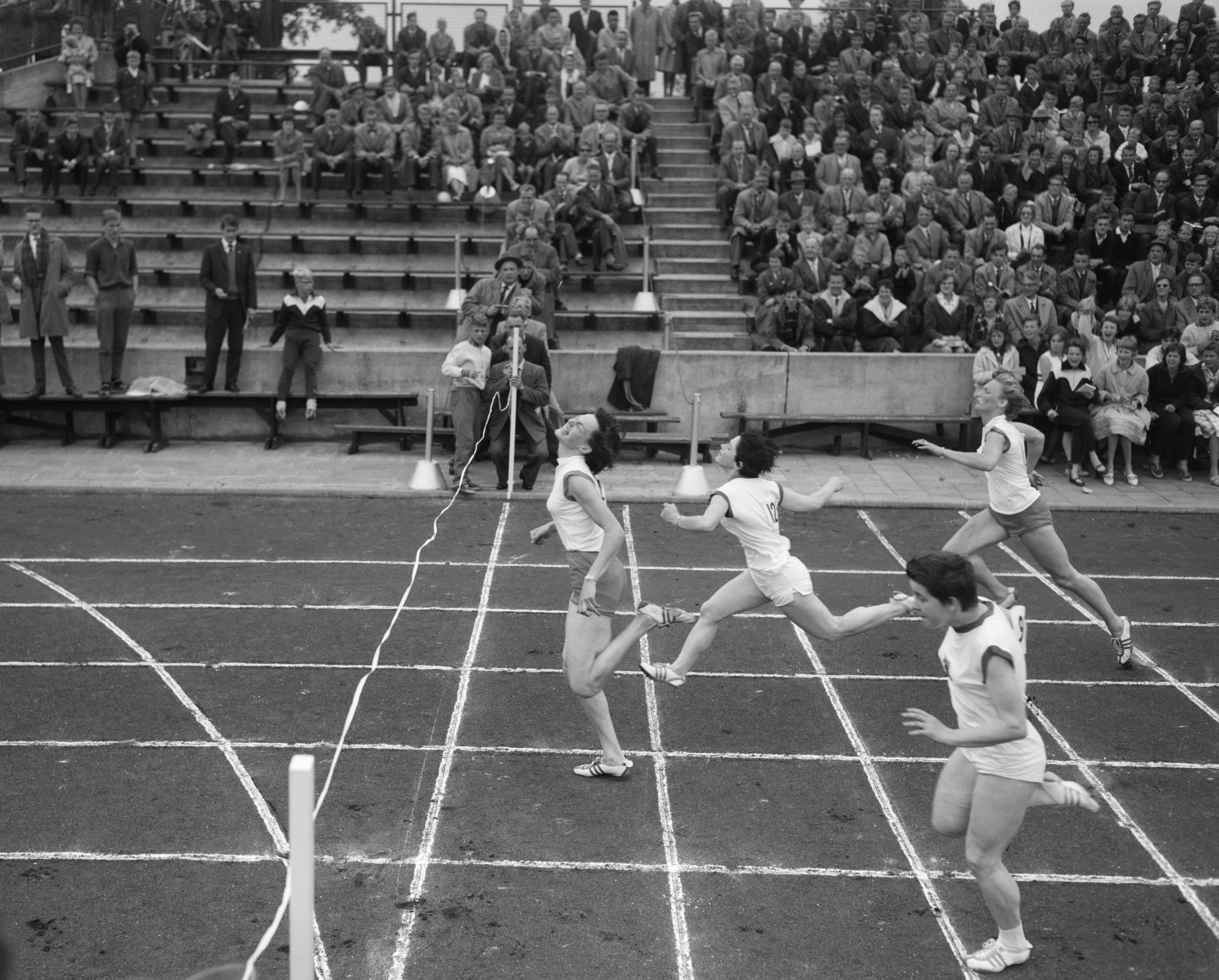
Einlauf beim Länderkampf 1961 gegen die Niederlande, Ellen Ort siegt vor Renate Bronnsack

Renate Bronnsack (* 15. März 1941) ist eine ehemalige deutsche Leichtathletin.
Renate Bronnsack startete für den USC Heidelberg. Bei den Deutschen Meisterschaften 1960 in Berlin siegte die Heidelberger 4-mal-100-Meter-Staffel mit Ingrid Bergmann, Martha Langbein, Renate Bronnsack und Waltraud Groß. Über 100 Meter wurde Bronnsack 1961 in Düsseldorf Dritte sowie 1962 in Hamburg und 1963 in Augsburg Zweite. 1962 siegte sie bei den Deutschen Hallenmeisterschaften in Dortmund über 50 Meter.
Bronnsack trat von 1961 bis 1963 siebenmal im Nationaltrikot an. Bei den Europameisterschaften 1962 in Belgrad wurde sie im Vorlauf in der 4-mal-100-Meter-Staffel eingesetzt. Bronnsack, Maren Collin, Martha Pensberger(-Langbein) und Jutta Heine gewannen ihren Vorlauf in 45,4 Sekunden. Im Finale liefen Erika Fisch, Martha Pensberger, Maren Collin und Jutta Heine in 44,6 Sekunden Landesrekord und gewannen Silber hinter den Polinnen.